# Calcinaia
Calcinaia é uma comuna italiana da região da Toscana, província de Pisa, com cerca de 8.608 habitantes. Estende-se por uma área de 14 km², tendo uma densidade populacional de 615 hab/km². Faz fronteira com Bientina, Cascina, Pontedera, Santa Maria a Monte, Vicopisano.

## Demografia
| Variação demográfica do município entre 1861 e 2011                               |
|                                                                                   |
| Fonte: Istituto Nazionale di Statistica (ISTAT) - Elaboração gráfica da Wikipedia |